# ATP Challenger San Luis Potosí
Das ATP Challenger San Luis Potosí (offizieller Name: San Luis Open) ist ein seit 1980 stattfindendes Tennisturnier in San Luis Potosí, Mexiko. Es ist Teil der ATP Challenger Tour und wird im Freien auf Sandplatz ausgetragen. Im Einzel gewannen Fernando Vicente und Dick Norman den Titel je zweimal, im Doppel gewann Leonardo Lavalle viermal.

## Liste der Sieger

### Einzel
| Jahr                         | Sieger                | Finalgegner          | Ergebnis          |                   |
| ---------------------------- | --------------------- | -------------------- | ----------------- | ----------------- |
| 2025                         | James Duckworth       | Max Wiskandt         | 6:1, 6:1          |                   |
| 2024                         | Nicolás Mejía         | Matías Soto          | 6:1, 5:7, 6:2     |                   |
| 2023                         | Tomás Barrios Vera    | Dominik Koepfer      | 7:66, 7:5         |                   |
| 2022                         | Antoine Bellier       | Renzo Olivo          | 6:72, 6:4, 7:5    |                   |
| 2020–2021: abgesagt          |                       |                      |                   |                   |
| 2019                         | Marc-Andrea Hüsler    | Adrián Menéndez      | 7:5, 7:63         |                   |
| 2018                         | Marcelo Arévalo       | Roberto Cid Subervi  | 6:3, 6:73, 6:4    |                   |
| 2017                         | Andrej Martin         | Adrián Menéndez      | 7:5, 6:4          |                   |
| 2016                         | Peđa Krstin           | Marcelo Arévalo      | 6:4, 6:2          |                   |
| 2015                         | Guido Pella           | James McGee          | 6:3, 6:3          |                   |
| 2014                         | Paolo Lorenzi         | Adrián Menéndez      | 6:1, 6:3          |                   |
| 2013                         | Alessio di Mauro      | Daniel Kosakowski    | 4:6, 6:3, 6:2     |                   |
| 2012                         | Rubén Ramírez Hidalgo | Paolo Lorenzi        | 3:6, 6:3, 6:4     |                   |
| 2010–2011: nicht ausgetragen |                       |                      |                   |                   |
| 2009                         | Santiago Giraldo      | Paolo Lorenzi        | 6:2, 6:73, 6:2    |                   |
| 2008                         | Brian Dabul           | Mariano Puerta       | kampflos          |                   |
| 2007                         | Fernando Vicente (2)  | Santiago Giraldo     | 6:3, 6:3          |                   |
| 2006                         | Rainer Eitzinger      | Paolo Lorenzi        | 6:4, 6:75, 7:5    |                   |
| 2005                         | Fernando Vicente (1)  | Dick Norman          | 6:4, 6:4          |                   |
| 2004                         | Mariano Delfino       | Sergio Roitman       | 6:4, 6:4          |                   |
| 2003                         | Dick Norman (2)       | Federico Browne      | 7:5, 0:6, 6:4     |                   |
| 2002                         | Dick Norman (1)       | Paul-Henri Mathieu   | 2:6, 6:2, 6:4     |                   |
| 2001                         | Martín Rodríguez      | Ota Fukárek          | 6:77, 7:62, 7:68  |                   |
| 2000                         | Agustín Calleri       | Mariano Hood         | 7:5, 6:4          |                   |
| 1999                         | nicht ausgetragen     | nicht ausgetragen    | nicht ausgetragen | nicht ausgetragen |
| 1998                         | Luis Morejón          | Andrés Zingman       | 6:1, 2:6, 6:4     |                   |
| 1995–1997: nicht ausgetragen |                       |                      |                   |                   |
| 1994                         | Nicolás Pereira       | Luis-Enrique Herrera | 6:7, 6:2, 6:2     |                   |
| 1993                         | Horst Skoff           | Luis-Enrique Herrera | 2:6, 6:2, 6:2     |                   |
| 1992                         | Leonardo Lavalle (3)  | Francisco Montana    | 6:0, 6:7, 6:4     |                   |
| 1991                         | Pablo Arraya          | Jamie Morgan         | 6:1, 5:7, 6:3     |                   |
| 1990                         | Ricki Osterthun       | MaliVai Washington   | 6:4, 6:4          |                   |
| 1989                         | Jorge Lozano          | Peter Doohan         | 6:4, 6:4          |                   |
| 1988                         | Peter Doohan          | Agustín Moreno       | 6:4, 6:4          |                   |
| 1987                         | Leonardo Lavalle (2)  | Jorge Lozano         | 6:4, 3:6, 6:4     |                   |
| 1986                         | Derrick Rostagno      | Bud Cox              | 6:4, 6:1          |                   |
| 1985                         | Leonardo Lavalle (1)  | Andy Andrews         | 4:6, 6:3, 6:4     |                   |
| 1984                         | Tim Wilkison          | Javier Contreras     | 6:2, 6:2          |                   |
| 1982–1983: nicht ausgetragen |                       |                      |                   |                   |
| 1981                         | Rick Fagel            | Steve Meister        | 7:6, 6:1          |                   |
| 1980                         | Adolfo González       | Guillermo Stevens    | 6:4, 6:4          |                   |

### Doppel
| Jahr                         | Sieger                                              | Finalgegner                                 | Ergebnis          |
| ---------------------------- | --------------------------------------------------- | ------------------------------------------- | ----------------- |
| 2025                         | Iwan Ljutarewitsch Marcus Willis                    | Trey Hilderbrand Alfredo Perez              | 6:3, 6:4          |
| 2024                         | Rithvik Choudary Bollipalli Niki Kaliyanda Poonacha | Antoine Bellier Marc-Andrea Hüsler          | 6:3, 6:2          |
| 2023                         | Colin Sinclair Adam Walton                          | Benjamin Lock Jose Statham                  | 5:7, 6:3, [10:5]  |
| 2022                         | Nicolás Barrientos Miguel Ángel Reyes Varela (3)    | Luis David Martínez Felipe Meligeni Alves   | 7:611, 6:2        |
| 2020–2021: abgesagt          |                                                     |                                             |                   |
| 2019                         | Marcelo Arévalo (2) Miguel Ángel Reyes Varela (2)   | Ariel Behar Roberto Quiroz                  | 1:6, 6:4, [12:10] |
| 2018                         | Marcelo Arévalo (1) Miguel Ángel Reyes Varela (1)   | Jay Clarke Kevin Krawietz                   | 6:1, 6:4          |
| 2017                         | Roberto Quiroz Caio Zampieri                        | Hans Hach Verdugo Adrián Menéndez           | 6:4, 6:2          |
| 2016                         | Marcus Daniell Artem Sitak                          | Santiago González Mate Pavić                | 6:3, 7:64         |
| 2015                         | Guillermo Durán Horacio Zeballos (2)                | Guido Pella Sergio Galdós                   | 7:64, 6:4         |
| 2014                         | Kevin King Juan-Carlos Spir                         | Adrián Menéndez Agustín Velotti             | 6:3, 6:4          |
| 2013                         | Marin Draganja Adrián Menéndez                      | Marco Chiudinelli Peter Gojowczyk           | 6:4, 6:3          |
| 2012                         | Nicholas Monroe Simon Stadler                       | Andre Begemann Jordan Kerr                  | 3:6, 7:5, [10:7]  |
| 2010–2011: nicht ausgetragen |                                                     |                                             |                   |
| 2009                         | Santiago González Horacio Zeballos (1)              | Franco Ferreiro Júlio Silva                 | 6:2, 7:65         |
| 2008                         | Travis Parrott Filip Polášek                        | Jean-Julien Rojer Márcio Torres             | 6:2, 6:1          |
| 2007                         | Jérémy Chardy Marcelo Melo                          | Jorge Aguilar Pablo González                | 6:0, 6:3          |
| 2006                         | Daniel Garza Dawid Olejniczak                       | Héctor Almada Víctor Romero                 | 6:2, 6:2          |
| 2005                         | Łukasz Kubot Oliver Marach                          | Juan Pablo Brzezicki Juan Pablo Guzmán      | 6:1, 3:6, 6:3     |
| 2004                         | Tuomas Ketola Rogier Wassen                         | Marcelo Amador Jorge Haro                   | 6:2, 6:2          |
| 2003                         | Alex Bogomolow Frédéric Niemeyer                    | Markus Hantschk Alexander Peya              | 6:4, 7:65         |
| 2002                         | Dick Norman Orlin Stanoitschew                      | Ignacio Hirigoyen Sebastián Prieto          | kampflos          |
| 2001                         | Edgardo Massa Sergio Roitman                        | Paul Hanley Nathan Healey                   | 6:4, 5:7, 7:63    |
| 2000                         | José de Armas Jimy Szymanski                        | Jocelyn Robichaud Michael Sell              | 5:7, 6:4, 6:2     |
| 1999                         | nicht ausgetragen                                   | nicht ausgetragen                           | nicht ausgetragen |
| 1998                         | Edwin Kempes Peter Wessels                          | José Frontera Bobby Kokavec                 | 7:6, 4:6, 7:5     |
| 1995–1997: nicht ausgetragen |                                                     |                                             |                   |
| 1994                         | Oliver Fernández Leonardo Lavalle (4)               | Ismael Hernández Luis-Enrique Herrera       | 7:5, 7:5          |
| 1993                         | Javier Frana Leonardo Lavalle (3)                   | Francisco Montana Bryan Shelton             | 6:3, 4:6, 6:4     |
| 1992                         | Luis-Enrique Herrera (3) Leonardo Lavalle (2)       | Francisco Maciel Agustín Moreno             | 6:2, 6:2          |
| 1991                         | Mauricio Hadad Daniel Orsanic                       | Scott Patridge Kenny Thorne                 | 6:4, 3:6, 6:3     |
| 1990                         | Leonardo Lavalle (1) Jorge Lozano                   | Luis-Enrique Herrera Guillermo Pérez Roldán | 5:7, 6:3, 6:2     |
| 1989                         | Luis-Enrique Herrera (2) Javier Ordaz (2)           | Mark Knowles Brian Page                     | 6:4, 6:7, 6:3     |
| 1988                         | Luis-Enrique Herrera (1) Javier Ordaz (1)           | Agustín Moreno Fernando Pérez Pascal        | 6:4, 6:1          |
| 1987                         | John Letts Rick Rudeen                              | Karl Richter Mark Wooldridge                | 6:3, 6:4          |
| 1986                         | Bud Cox Jon Levine                                  | Stephane Bonneau Iñaki Calvo                | 7:6, 4:6, 6:4     |
| 1985                         | John Mattke Sashi Menon                             | Richard Akel Jeff Arons                     | 7:6, 6:3          |
| 1984                         | Juan Hernández Francisco Maciel                     | Ross Case Chris Dunk                        | 6:4, 6:4          |
| 1982–1983: nicht ausgetragen |                                                     |                                             |                   |
| 1981                         | Brad Drewett George Hardie                          | Rich Andrews Kevin Cook                     | 5:7, 6:3, 7:6     |
| 1980                         | Mike Barr Réjean Genois                             | Ramiro Benavides Gabriel Urpí               | 6:4, 6:4          |